# Henadz' Lapceŭ
Henadz' Lapceŭ (in bielorusso Лаптев Геннадий?; Navapolack, 15 dicembre 1998) è un sollevatore bielorusso, campione europeo a Batumi nel 2019 nella categoria dei pesi gallo (fino a 61 kg).

## Carriera
Vinse il titolo europeo juniores nel 2017 a Durazzo e nel 2018 a Zamość, e si aggiudicò la medaglia d'argento ai campionati europei under 23 del 2019 a Bucarest. Conquistò la medaglia d'oro ai campionati europei di Batumi nel 2019, e la medaglia di bronzo nello strappo e il quarto posto nel totale agli europei di Mosca del 2021.
Ai campionati mondiali juniores del 2017 di Tokyo si classificò al quarto posto, ai mondiali del 2018 di Aşgabat si piazzò decimo e ai mondiali del 2019 di Pattaya ottavo.